# Allhelgonakyrkan, Pirevichi
Allhelgonakyrkan (belarusiska: Царква Усіх Святых/Tsarkva Usih Svjatih) är en belarusisk-ortodox kyrkobyggnad belägen i staden Pirevichi i distriktet Zhlobin i Homels voblast i sydöstra Belarus.
Kyrkan är helgad åt Alla helgons dag och tillhör Homels stift.

## Historik
I slutet av 1800-talet och början av 1900-talet hade Pirevichi ungefär 1100 invånare, så då var det nödvändigt att bygga upp kyrkan.
Kostnaderna för bygget betalades av en markägare vid namn Aleksandra Rogovitj. Bygget påbörjades 1902 och avslutades 1903.
Efter den ryska revolutionen 1917 stängdes kyrkan ned, och runt 1920-talet togs dess klockor därifrån.
Under det stora fosterländska kriget, som pågick under andra världskriget, förstörde tyskarna klocktornet genom att fästa granater på det och spränga det.
Gudstjänsterna i kyrkan sattes igång igen 1944. 
Vid kyrkans 95-årsjubileum (i mitten av 1990-talet) restaurerades klocktornet.

## Kyrkobyggnaden
Kyrkobyggnaden är byggd i nyrysk stil.